# Eusebio Bava
Pour les articles homonymes, voir Bava.
 (septembre 2023).
Si vous disposez d'ouvrages ou d'articles de référence ou si vous connaissez des sites web de qualité traitant du thème abordé ici, merci de compléter l'article en donnant les références utiles à sa vérifiabilité et en les liant à la section « Notes et références ».
Eusebio Bava (né le 6 août 1790 à Verceil, au Piémont et mort le 30 avril 1854 à Turin) était un général et un homme politique sarde du XIXe siècle.

## Biographie
Eusebio Bava est né à Vercelli le 6 août 1790. Son père était horloger. Au début de 1802, il entre au Prytanée militaire de Saint-Cyr, mais en 1806, à peine âgé de seize ans, il le quitte pour participer comme sous-officier volontaire à la guerre contre la Prusse.
Eusebio Bava est considéré comme un des meilleurs généraux de l'armée de Charles-Albert, il combat victorieusement à Governolo et Goito dans la région de Mantoue pendant la première guerre d'indépendance italienne.
Après les défaites de  Sommacampagna et Custoza il préconise le retrait des troupes piémontaise au-delà du Tessin afin de défendre les frontières du royaume de Sardaigne d'une attaque autrichienne.
En 1848, il est nommé sénateur.
Le 30 avril 1854, il meurt subitement à l’âge de 63 ans. Il est enterré au Cimetière monumental de Turin.  Un modeste monument lui a été érigé à Turin, avec l’inscription: « À Eusebio Bava - vainqueur à Goito en 1848 - l’armée sarde ».